# Teddy Sagi
Teddy Sagi (en hebreo: טדי שגיא; Tel Aviv, 14 de noviembre de 1971) es un empresario multimillonario israelí radicado en Londres, Chipre y Dubái. 
Sagi es el fundador de la empresa de software de juegos de azar Playtech, la empresa de ciberseguridad Kape Technologies (dueña de ExpressVPN y otros proveedores de redes privadas virtuales) y propietario del Camden Market de Londres. Su patrimonio personal se estima en 6.400 millones de dólares, con intereses en bienes raíces además de las empresas citadas.   

## Vida personal
Sagi nació en 1971 en Tel Aviv, hijo único de Ami Sagi, dueño de una agencia de viajes, y su esposa Lizi, una cosmetóloga que vendía maquillaje.    Creció en el barrio Shikun Lamed de Tel Aviv. 
En 2009, Sagi obtuvo la ciudadanía chipriota aprovechando el programa de "visa dorada" del gobierno de Chipre. Como Chipre es miembro de la Unión Europea, Sagi obtuvo así un Pasaporte de la Unión Europea .
Sagi tiene una hija con su expareja, Limor Bahat-Simanovic.  Desde 2010, Sagi vive con Yael Nizri, que fue Miss Israel en 2006, y tienen seis hijos juntos.  Sagi posee la casa más cara de Israel, ubicada en Herzliya . Sagi también posee dos áticos en Herzliya y otras casas en Tel Aviv (incluido un apartamento en las Torres Tzameret comprado al ex primer ministro israelí Ehud Barak), Knightsbridge de Londres, Chipre y, desde 2021, Dubái.   
En 2019 Sagi trasladó oficialmente su residencia de Israel a Chipre al expirar las ventajas fiscales de las que había disfrutado gracias a la ley Arnon Milchan.
En 2021 un sospechoso fue arrestado en Nicosia por estar presuntamente planeando asesinar a Sagi. Posteriormente, Sagi desmintió haber sido uno de los objetivos de los asesinos.

## Carrera empresarial
En 1996, fue declarado culpable en Israel de fraude y soborno, y condenado a nueve meses de prisión, pero fue liberado tras cumplir cinco meses.  
Sagi fundó Playtech en 1999. Salió a bolsa en 2006 en la Bolsa de Valores de Londres a un precio que valoró el negocio en aproximadamente 550 millones de libras. Posteriormente fue reduciendo su participación al 4,6%, frente al 81% que tenía en el momento de su salida a bolsa, embolsándose unos 780 millones de libras. Desde entonces ha invertido en empresas de software y bienes raíces.

#### SafeCharge
Sagi fue el accionista mayoritario (con el 68% de control) de SafeCharge, que tramita pagos con tarjetas de crédito para la industria de apuestas en línea. Con sede principal en Bulgaria, SafeCharge cotizaba en el Mercado de Inversión Alternativa (AIM) de la Bolsa de Valores de Londres. En 2019, Nuvei Corporation compró SafeCharge por 889 millones de dólares. 

#### Crossrider / Kape Technologies
Kape Technologies es una empresa propiedad al 100% de Teddy Sagi desde 2023, con domicilio fiscal en la isla de Man.  Kape posee servicios de VPN y herramientas de ciberseguridad, incluidos CyberGhost, Private Internet Access (PIA), ZenMate, ExpressVPN e Intego . 
A finales de 2012, Sagi adquirió la start-up Crossrider por 37 millones de dólares, que había sido fundada por el también israelí Koby Menachemi. La empresa salió a bolsa en AIM con un valor de 250 millones de dólares. Crossrider comenzó creando un kit de desarrollo de software (SDK) para la implementación de extensiones de navegador en una variedad de plataformas con soporte para monetizar extensiones.   Las opciones de monetización fueron utilizadas por los principales inyectores de anuncios que cambiaban o agregaban anuncios en función de lo que veían los usuarios.  Con el tiempo, los servicios de Crossrider fueron cada vez más utilizados por desarrolladores de malware y adware a los que la empresa no pudo combatir.  La empresa perdió un 75% de su valor en bolsa.
En junio de 2016, Sagi nombró un nuevo equipo directivo liderado por Ido Elrichman, un antiguo militar de élite israelí. Crossrider cambió su estrategia para centrarse en la ciberseguridad con especial atención a la privacidad digital y la protección de datos digitales.  En términos prácticos, la empresa abandonó su negocio de SDK de navegador para centrarse en el sector de redes privadas virtuales (VPN). En marzo de 2018, el nombre de la empresa se cambió a Kape Technologies plc. 
Kape adquirió la empresa rumana CyberGhost VPN en 2017. Luego, Kape compró los proveedores de VPN Zenmate e Intego en 2018 y Private Internet Access en 2019.
La dirección de Kape trató desde 2018 de comprar el proveedor de red privada virtual ExpressVPN, al principio sin éxito. Pero en marzo de 2021, Kape adquirió el editor de reseñas de VPN israelí Webselenese, y esto allanó el camino para el acuerdo. Así, el 13 de septiembre de 2021, Kape adquirió ExpressVPN por 936 millones de dólares.  La compra dobló el número de clientes de Kape, que pasó de 3 a 6 millones y generó inquietudes por el historial del predecesor de Kape Technologies, Crossrider, de crear herramientas que se habían usado para adware.    Además, Kape compró dos sitios de reseñas de aplicaciones VPN: vpnmentor.com y wizcase.com, que desde entonces califican sistemáticamente a los VPN de Kape como los mejores del mundo.
Para finales de 2021, el valor en bolsa de Kape alcanzó los 1.200 millones de dólares. En 2023, Sagi compró acciones de Kape por valor de 515 millones de dólares, aumentando su participación de 54,8 a 87,6% y lanzó una oferta de compra sobre el capital restante que le permitió sacar a Kape de la bolsa.

#### Skywind y ITG
En 2012, Sagi fundó la empresa de apuestas en línea Skywind, domiciliada en Gibraltar. En 2022, Skywind compró su rival In Touch Games (ITG) por 53 millones de libras. ITG había sido multada dos veces por la comisión británica de apuestas por no tomar medidas contra el lavado de dinero ni contra el acceso de personas con adicción al juego pero una auditoría realizada en 2021 afirmó que estaba tomando medidas correctivas satisfactorias. Un año después de su adquisición por Skywind, las autoridades entraron en las oficinas de ITG y descubrieron falsificaciones de documentos que les llevaron a suspender su licencia. Skywind le puso por ello skyun pleito al anterior dueño de ITG, Simon Wilson.

#### Otras empresas
En 2015, Sagi adquirió tres pequeñas empresas:
- Stucco Media, que desarrolla software para sitios web de comercio electrónico, por 43 millones de dólares.[40]

- la alemana Glispa, dedicada a la publicidad principalmente a través de teléfonos móviles, por 32 millones de euros. [41]
- VisualDNA, por 1 millón de dólares, la cual revendió solo año y medio después a Neilsen por 25 millones.[28]

En 2018, Sagi adquirió la empresa de publicidad móvil Mobfox de Matomy Media por 7,5 millones de dólares; así como la start-up ucraniana de blockchain Distributed Lab.

### Bienes raíces

#### Mercado de Camden
En marzo de 2014, Sagi compró por £490 millones la empresa Campden Market Holdings, que es la propietaria de Camden Market, Stables Market y Camden Lock Developments,   Sagi ha seguido comprando propiedades en el área del Mercado de Camden y, desde marzo de 2015, posee las cuatro secciones más importantes de las seis del mercado, el cual es la segunda atracción turística más visitada de Londres después del Palacio de Buckingham. 
En 2022, Sagi puso discretamente a la venta el Camden Market por unos 1.500 millones de libras.

#### Otras empresas inmobiliarias
En junio de 2017, Sagi adquirió el 44% de Brack Capital Properties NV, una empresa inmobiliaria que cotiza en bolsa y que posee y desarrolla propiedades residenciales y comerciales en Alemania. 
En agosto de 2015, The GoodVision Trust (cuyo beneficiario es Teddy Sagi) vendió una participación del 24,79% de la inmobiliaria austriaca conwert Immobilien Invest SE a la inmobiliaria alemana Adler Real Estate AG. El valor de mercado de estas acciones era de 250 millones de euros. 
En marzo de 2020, Labtech, la firma de inversión inmobiliaria propiedad de Teddy Sagi, completó la venta de Holborn Links Estate por 245 millones de euros a los inversores Tristan Capital Partners y Cording Real Estate Group. 

## Fortuna e influencia
Según Forbes, en 2021 Sagi tenía un patrimonio neto de 5.600 millones de dólares y era la cuarta persona más rica de Israel.  
Para 2024, Forbes su patrimonio neto había subido a 6.400 millones de dólares. Globe Invest es la oficina familiar de Sagi que gestiona las inversiones en nombre de Sagi y también actúa como sociedad de cartera para sus inversiones.
Fue uno de los 565 israelíes cuyos nombres aparecieron en los Pandora Papers, publicados por el Consorcio Internacional de Periodistas de Investigación. Salió así a la luz que Sagi tenía unas 60 empresas domiciliadas en paraísos fiscales.
En noviembre de 2023, Sagi donó un millón de séquels para pagar taxis para militares israelíes durante la guerra de Gaza.